# Zweizeiliger Goldhafer
Der Zweizeilige Goldhafer (Acrospelion distichophyllum (Vill.) Barberá, Syn.:  Trisetum distichophyllum (Vill.) P.Beauv.), auch  Zweizeiliger Grannenhafer genannt, ist seit 2021 eine der beiden Pflanzenarten der Gattung Acrospelion innerhalb der Familie der Süßgräser (Poaceae).

## Beschreibung

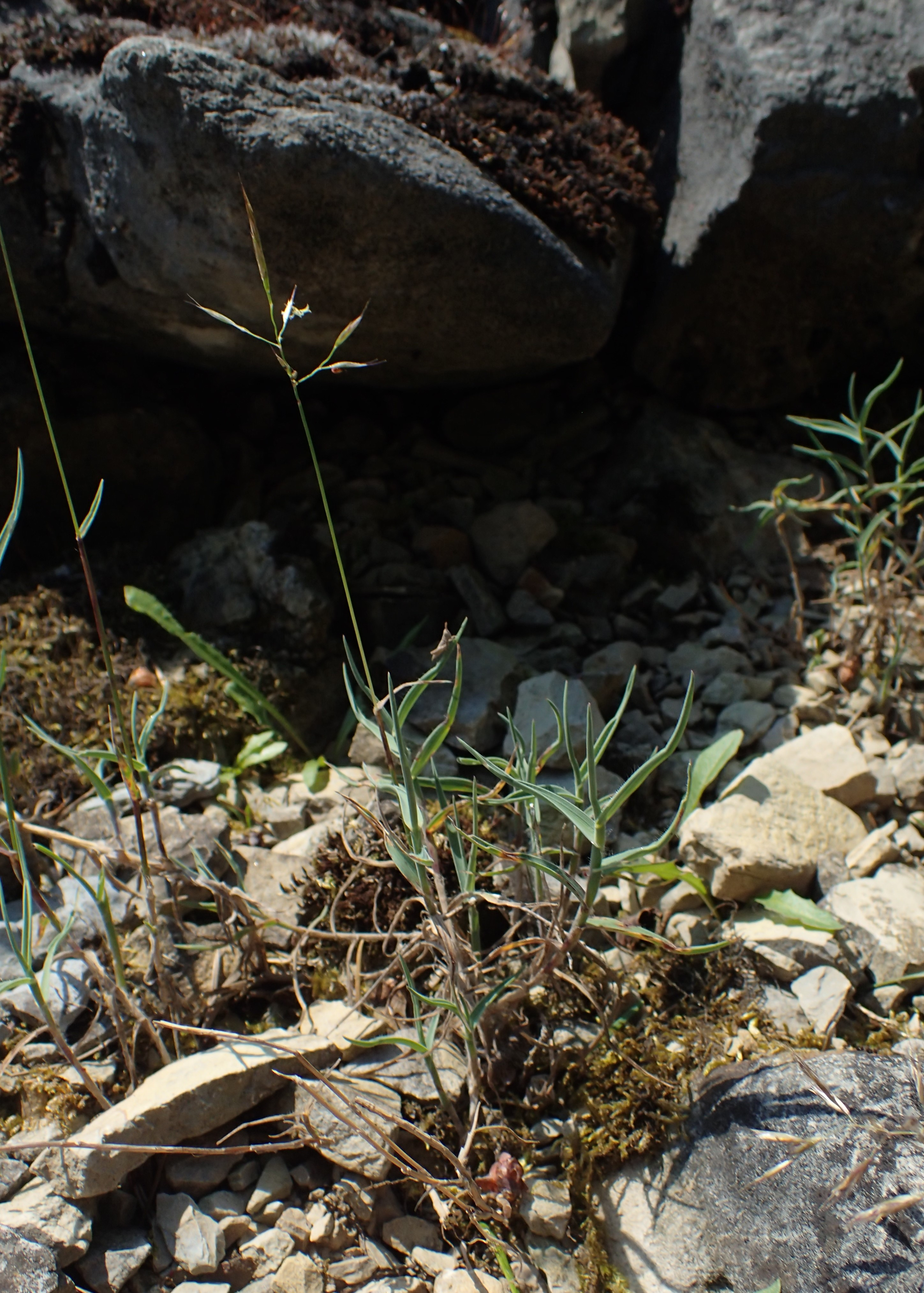
Habitus

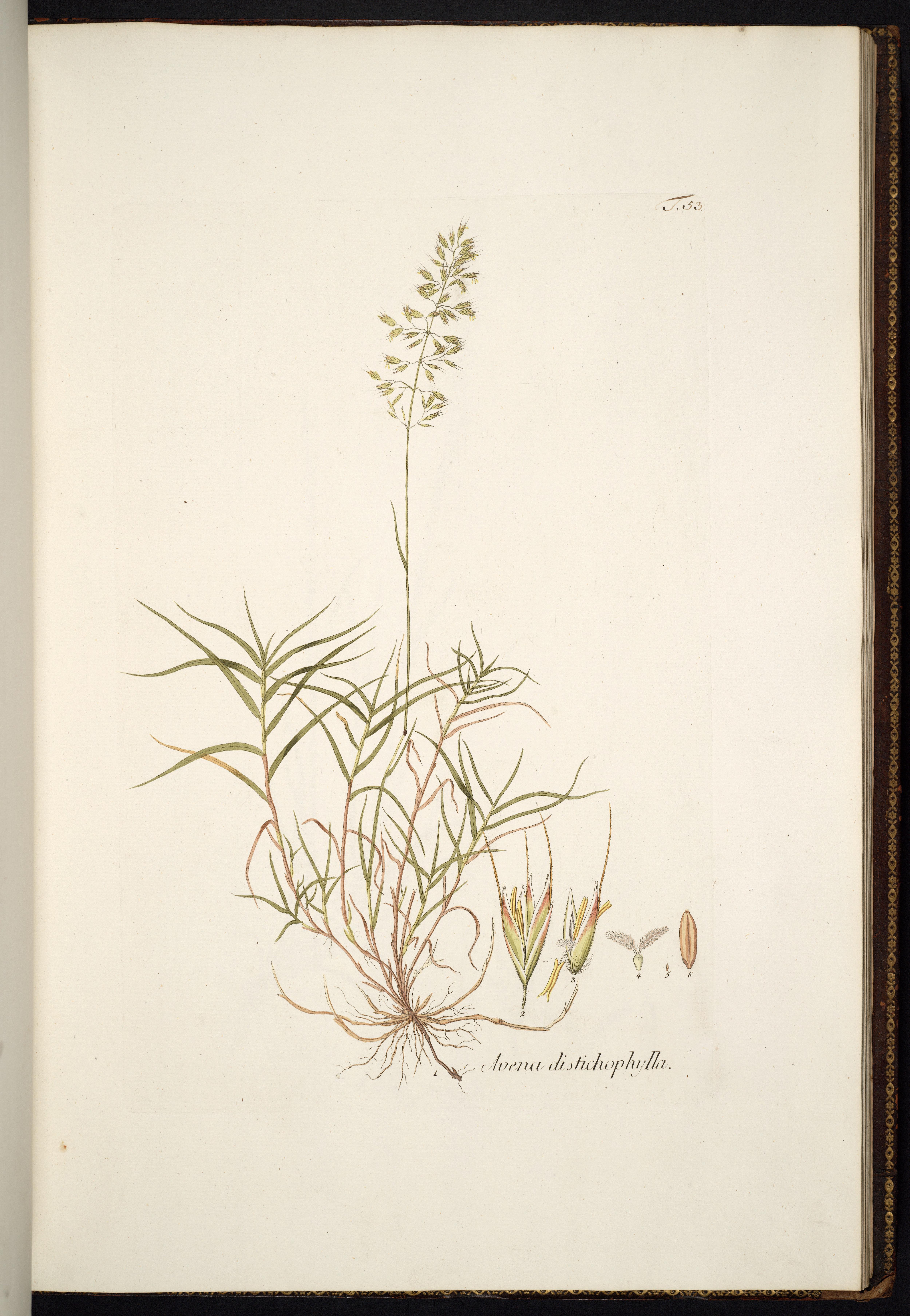
Zweizeiliger Goldhafer, Illustration

### Vegetative Merkmale
Der Zweizeilige Goldhafer ist eine ausdauernde krautige Pflanze, die Wuchshöhen von 10 bis 20 Zentimetern erreicht, ausnahmsweise sogar bis etwa 40 Zentimeter. Er bildet mit oberirdischen, relativ langen Ausläufern lockere Rasen. Die oberirdischen Pflanzenteile sind blaugrün. Der glatte, glänzende und kahle Halm ist gekniet-aufsteigend und besitzt im unteren Teil viele kahle Knoten. Diese sind meist, bis auf den obersten, in die Blattscheiden eingeschlossen.
Die wechselständig, auffallend zweizeilig und starr abstehend angeordneten graugrünen Laubblätter sind in Blattscheide und Blattspreite gegliedert. Die Blattscheiden sind im unteren Teil des Halms dicht gestellt, kahl, in der Regel die unteren dicht flaumig behaart. Das Blatthäutchen (Ligula) ist bei einer Länge von nur 0,5 Millimetern ein häutiger Saum. Die relativ kurze, starre Blattspreite ist 2 bis 3 Millimeter breit.

### Generative Merkmale
Die Blütezeit reicht von Juni bis September, in der Schweiz von Juli bis August. In einem 3 bis 6 Zentimeter langen und 1 bis 3 Zentimeter breiten rispigen Blütenstand stehen die Ährchen locker ausgebreitet zusammen. Die einzelnen Verzweigungen tragen nur wenige Ährchen. Die 6,5 bis 9 Millimeter langen Ährchen sind violett sowie gelbbraun und grün gescheckt und enthalten selten zwei meist drei oder vier Blüten. Sie sind (ohne die zwei bis fünf Grannen) 6,5 bis 9 Millimeter lang. Die Ährchenachse ist lang und dicht behaart. Die gekielten Deckspelzen haben zwei kleine Spitzen und eine lange, im oberen Drittel eingefügte Granne. Die beiden Hüllspelzen sind untereinander ungleich, gekielt, auf dem Rücken häutig. Die untere ist einnervig, die obere dreinervig. Die Granne der Deckspelze ist 5 bis 7 Millimeter lang, gekniet. Die Untergranne ist hobelspanartig gedreht, die Obergranne ist gerade. Die Vorspelzen sind zweinervig und so lang wie die Deckspelzen. Die Staubbeutel sind 2 bis 3 Millimeter lang.
Die Chromosomengrundzahl beträgt x = 7; es wurde Tetraploidie und Octoploidie ermittelt mit einer Chromosomenzahl beträgt 2n = 28 oder 56.

## Ökologie
Beim Zweizeiligen Goldhafer handelt es sich um einen plurienn-pollakanthen Hemikryptophyten.
Die Ausbreitung der Diasporen (es ist, wie typisch für alle Süßgräser, eine Karyopse) erfolgt durch den Wind (Anemochorie) und durch Klett- sowie Klebausbreitung auf der Oberfläche von Tieren (Epichorie).

## Vorkommen
Der Zweizeilige Goldhafer kommt in den europäischen Gebirgen vor. Sein Verbreitungsgebiet umfasst die gesamten Alpen, vom West- bis zum Ostrand und, davon abgesetzt (disjunkt) ein kleines Areal im Prokletije-Gebirge im südlichen Montenegro und nördlichen Albanien; die Exemplare von dort wurden als Art Trisetum albanicum Jávorka beschrieben und von einigen Botanikern als Unterart aufgefasst, sie wurden aber von Patricia Barberá und Kollegen mit der typischen Art synonymisiert. Es gibt Fundortangaben für den Zweizeiligen Goldhafer in Frankreich, der Schweiz, Deutschland, Österreich, Italien, Albanien und dem früheren Jugoslawien. Er gedeiht gern auf steilen, beweglichen Geröllhalden mit sieben- bis achtmonatiger Schneebedeckung. In den Alpen steigt er im Wallis von 800 Metern (bei Chippis) bis 3300 Metern (am Oberrothorn bei Zermatt) auf.
Der Zweizeilige Goldhafer gedeiht in Pflanzengesellschaften der Feinerdereichen Kalkschuttflur (Petasition paradoxi)., etwa im Athamantho-Trisetetum distichophylli. Er bevorzugt Kalkböden, kommt aber auch auf Granit vor.
Die ökologischen Zeigerwerte nach Landolt et al. 2010 sind in der Schweiz: Feuchtezahl F = 3+ (feucht), Lichtzahl L = 5 (sehr hell), Reaktionszahl R = 5 (basisch), Temperaturzahl T = 1+ (unter.alpin, supra-subalpin und ober-subalpin), Nährstoffzahl N = 2 (nährstoffarm), Kontinentalitätszahl K = 3 (subozeanisch bis subkontinental).

## Taxonomie und Systematik
Die Erstveröffentlichung erfolgte 1787 unter dem Namen (Basionym) Avena distichophylla durch Dominique Villars  in  Prospectus de l'Histoire des Plantes de Dauphiné Band 2, S. 144. Diese Art wurde 1812 durch Ambroise Marie François Joseph Palisot de Beauvois als Trisetum distichophyllum (Vill.) P.Beauv. in Essai d'une Nouvelle Agrostographie; ou Nouveaux Genres des Graminées; avec Figures Représentant les Caractéres de tous le Genres. Imprimerie de Fain. Paris, S. 88, 180 in die Gattung Trisetum gestellt. Molekulargenetische Daten führten im Juni 2019 dazu, dass erkannt wurde, dass die Gattung Trisetum nicht monophyletisch ist und diese Art daher besser als Acrospelion distichophyllum (Vill.) Barberá in die reaktivierte Gattung Acrospelion Besser gestellt durch Barberá et al. in Molecular phylogenetic analysis resolves Trisetum (Poaceae: Pooideae: Koeleriinae) polyphyletic: Evidence for a new genus, Sibirotrisetum and resurrection of Acrospelion. In: Journal of Systematics and Evolution, Volume 58, Issue 4, S. 1–10 wird. Weitere Synonyme für Acrospelion distichophyllum  (Vill.) Barberá sind: Aira halleri Honck., Avena disticha Lam., Avena brevifolia Host, Trisetaria distichophylla (Vill.) Paunero.
Die Gattung Acrospelion wurde 1827 durch Wilibald Swibert Joseph Gottlieb von Besser in Joseph August Schultes und Julius Hermann Schultes: Mantissa, Band 3, S. 526 aufgestellt. Aber seit Februar 2021 gehören mit Acrospelion glaciale (Bory) Barberá, Soreng & Quintanar (Syn.: Avena glacialis Bory, Trisetum glaciale (Bory) Boiss.) zwei Arten in die Gattung Acrospelion. Acrospelion glaciale kommt nur in Spanien vor.